# Veleslavín
Veleslavín (deutsch Weleslawin) ist ein Stadtteil der tschechischen Hauptstadt Prag. Er liegt östlich über dem Tal des Litovický potok.

## Geschichte
Bereits 983 wurde die Siedlung Veleslavín erstmals erwähnt, in der Gründungsurkunde des Klosters Břevnov.
Etwa seit dem 16. Jahrhundert gehörte der Ort Prager Bürgern, darunter Adam von Weleslawin. Im 18. Jahrhundert wurde ein kleines Schloss nach Plänen von Kilian Ignaz Dientzenhofer gebaut, möglicherweise im Besitz der Kaiserin Elisabeth.
1757 hatten preußische Truppen bei der Belagerung Prags ihr Lager bei Weleslawin. 1908 wurde im Schloss ein Sanatorium für Nervenkranke eingerichtet, in dem unter anderem Milena Jesenska, eine Freundin von Franz Kafka, und Charlotte Masaryková, die Ehefrau des ersten tschechoslowakischen Staatspräsidenten, untergebracht waren.
1922 wurde der Ort, der aus den Dörfern Starý Veleslavín (Altweleslawin) und Nový Veleslavín (Neu Weleslawin) bestand und zum Verwaltungsbezirk Smichov gehörte, in Prag eingemeindet, und bildete den damaligen Stadtbezirk Prag XIX.
Heute gehört er zu Prag 6. 1991 hatte der Ort 6032 Einwohner. Im Jahre 2001 bestand Veleslavín aus 420 Wohnhäusern, in denen 6137 Menschen lebten.

## Söhne und Töchter der Stadt
- Daniel Adam z Veleslavína, Schriftsteller des Humanismus in Böhmen

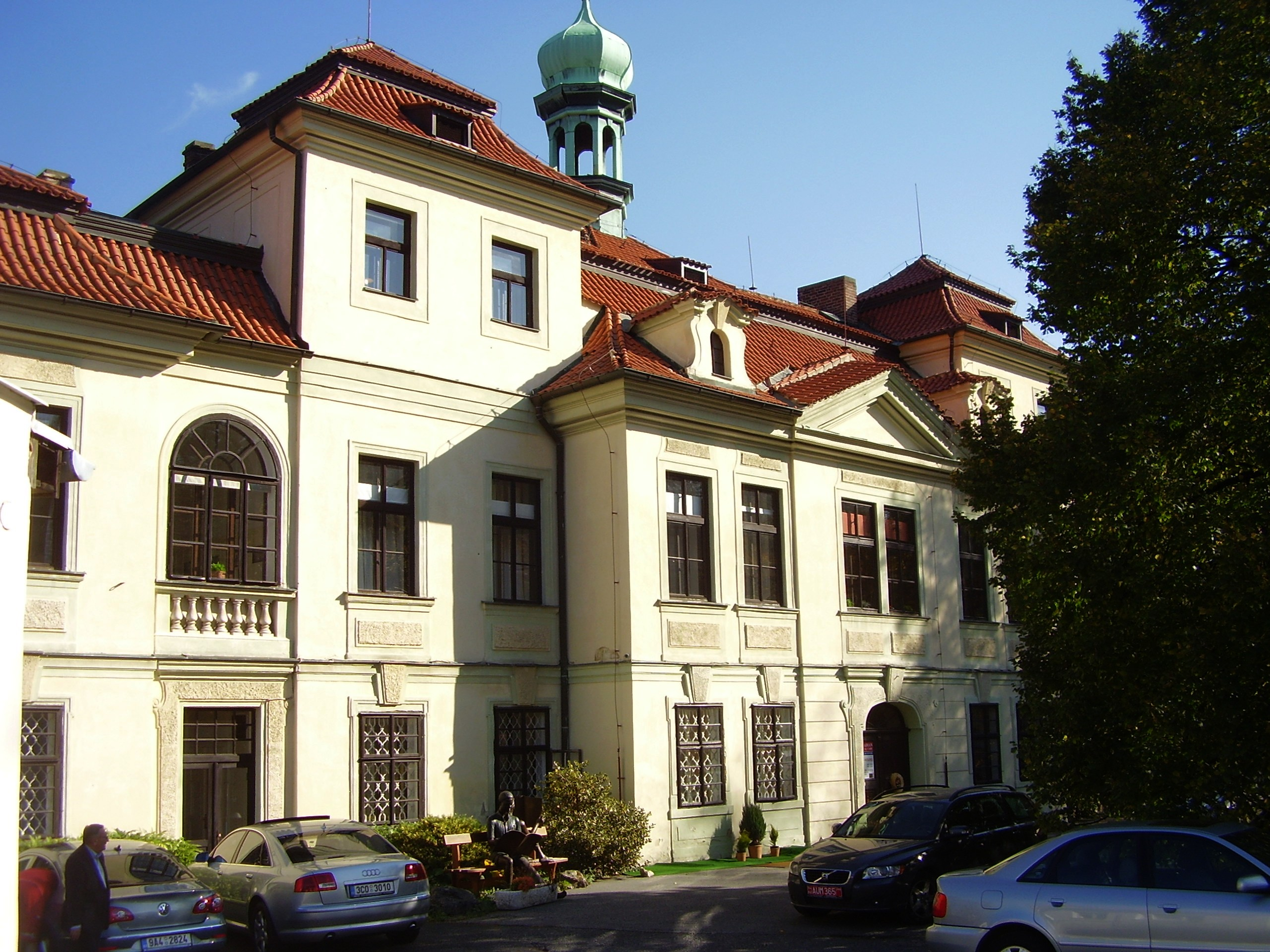
Schloss Veleslavín
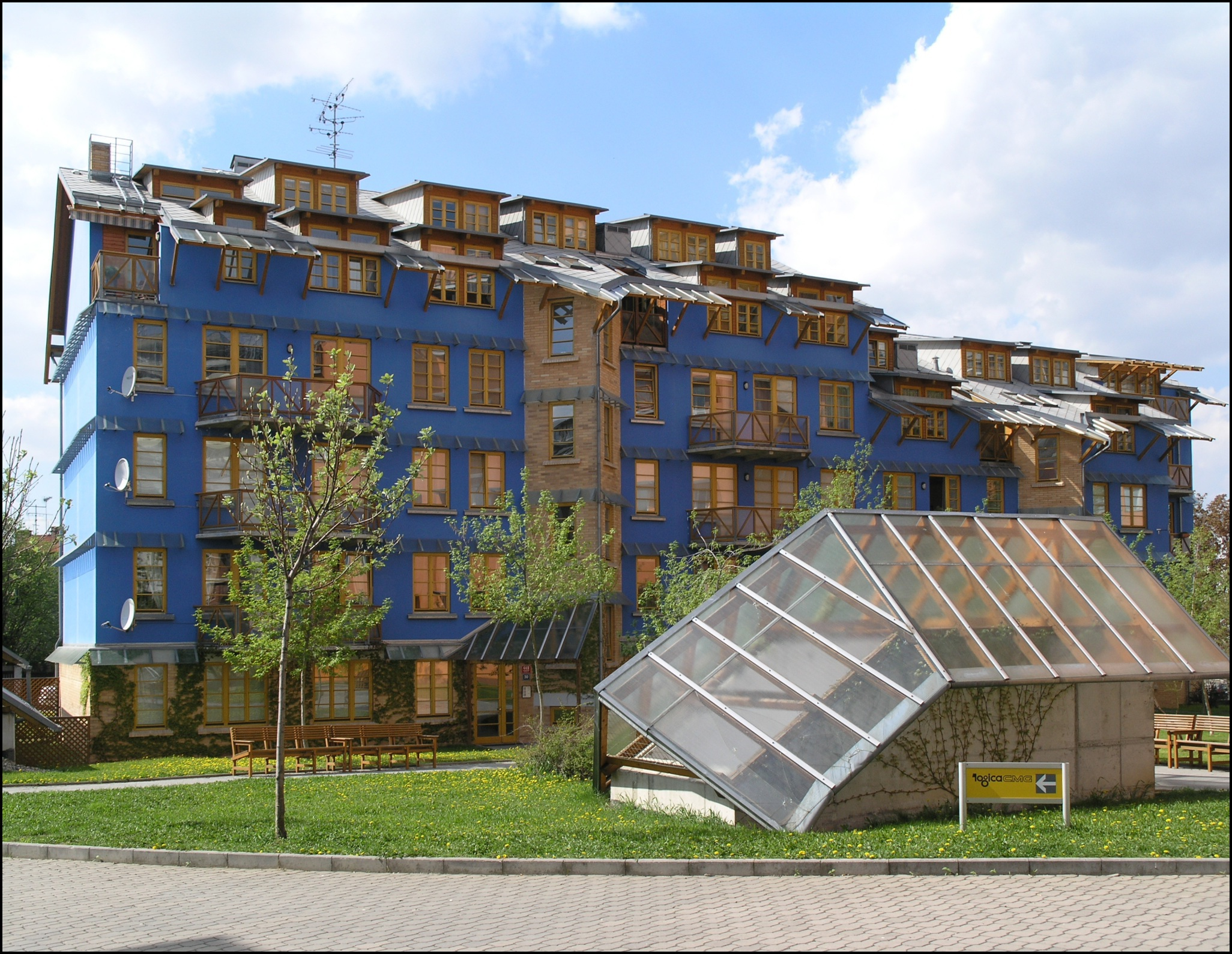
Wohnkomplex Hvězda
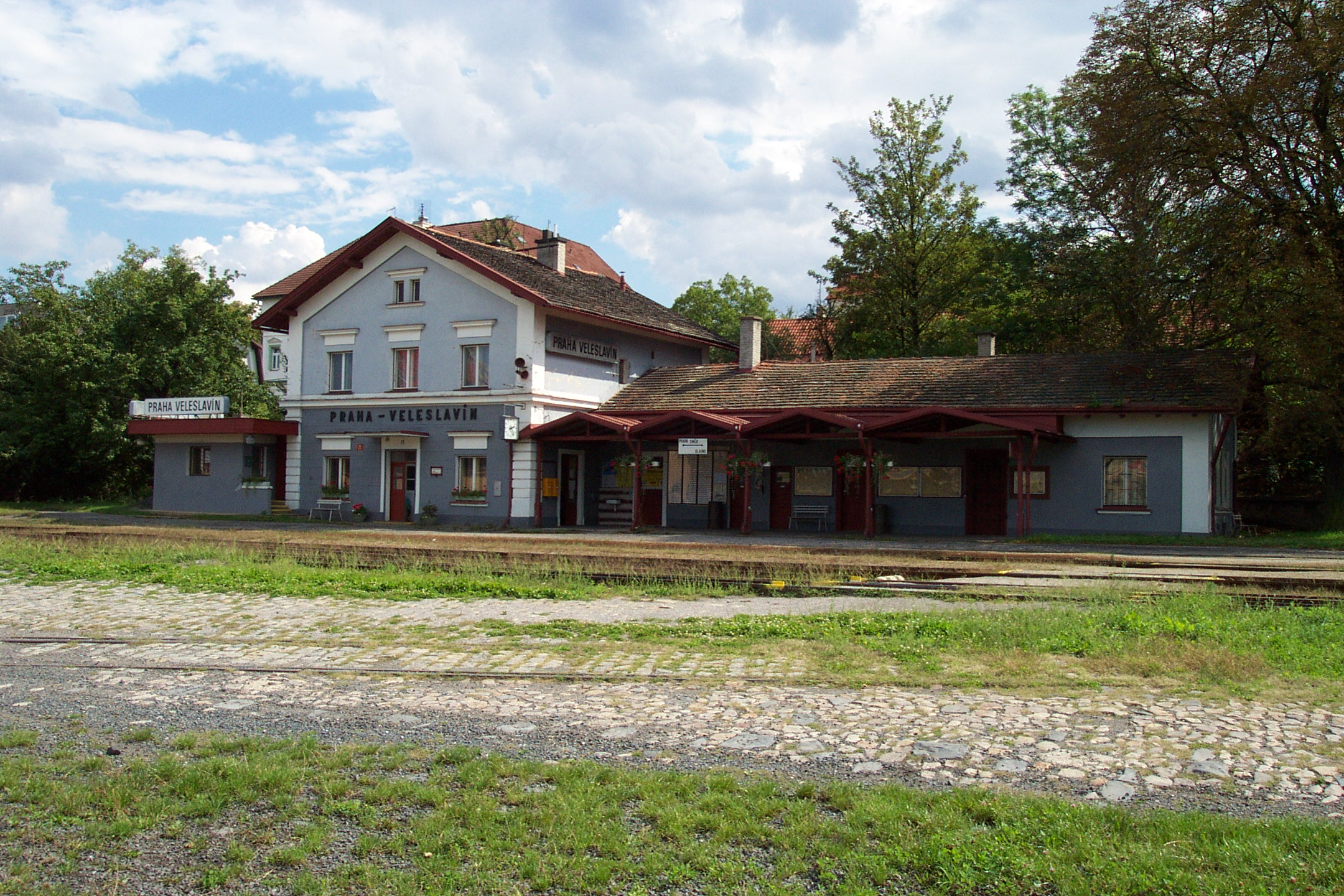
Bahnhof Praha-Veleslavín (2007)